# 1820年3月14日日食
1820年3月14日日食为一次在协调世界时1820年3月14日出現的日全食。該次日食食分為1.0467，食甚維持3分20秒。

## 概述
這次日食的食分是1.0467，全食維持3分20秒。

## 基本參數
- 類型：日全食
- 食甚資料：
  - 日期：1820年3月14日
  - 時間：13時37分15秒
  - 地點：41S 6E
  - 食分：1.0467
  - 日全食持續時間：3分20秒

## 外部連結
- NASA日食專頁（页面存档备份，存于）（英文）